# Miomantis wittei
Miomantis wittei är en bönsyrseart som beskrevs av Max Beier 1954. Miomantis wittei ingår i släktet Miomantis och familjen Mantidae. Inga underarter finns listade i Catalogue of Life.